# Семёновское (деревня, Коломенский городской округ)
Семёновское — деревня в Коломенском районе Московской области, входит в Биорковское сельское поселение. Население — 60 чел. (2010). Расположена на безымянном левом притоке Оки, в 3,5 км к юго-западу от райцентра Коломенское (по шоссе 6,5 км). Ближайшие сёла: посёлок 2-го отделения совхоза Коломенский — на другом берегу безымянной речки, Первомайский в 1,5 км на северо-запад, Барановка в 400 м восточнее и Змеево в 1,5 км на юг, высота над уровнем моря 160 м. В деревне 8 улиц:
- Ул. Александровская
- Ул. Вишнёвая
- Ул. Водопроводная
- Ул. Овражная
- Ул. Родниковая
- Ул. Центральная
- Ул. Шоссейная
- Ул. Полянская

## Население
| 2002 | 2006 | 2010 |
| ---- | ---- | ---- |
| 49   | ↗61  | ↘60  |